# ارکوله پاتی
ارکوله پاتی (به ایتالیایی: Ercole Patti)؛ (۱۶ فوریه ۱۹۰۳ – ۱۵ نوامبر ۱۹۷۶) نویسنده، نمایشنامه‌نویس، فیلم‌نامه‌نویس و روزنامه‌نگار ایتالیایی بود.
پاتی در کاتانیا در خانواده‌ای از طبقه متوسط به بالا متولد شد. او برادرزاده نویسنده جوزپه ویلاروئل بود که قبل از فارغ‌التحصیلی در رشته حقوق در سال ۱۹۲۵، در سن بسیار پایین به کار روزنامه‌نگاری پرداخت. پس از یک سال کار در شرکت پدرش، تصمیم گرفت به رم نقل مکان کند، در آنجا به کار روزنامه‌نگاری مشغول شد. در آنجا، پس از چند همکاری‌های پراکنده با روزنامه‌های مختلف، در روزنامه مردم به عنوان خبرنگار خارجی در چین، هند و ژاپن استخدام شد. او به عنوان یک رمان‌نویس در سال ۱۹۴۰ با رمان بالای شهر، طنزی از طبقات عالی رومی، به شهرت رسید.
پتی از سال ۱۹۳۵ به عنوان فیلمنامه‌نویس فعال بود و فیلم‌هایی با رمان‌های او ساخته شده‌است. پاتی علاوه بر رمان‌ها، مجموعه‌هایی از داستان‌های کوتاه و دو اثر زندگی‌نامه‌ای منتشر کرد.